# Never Seen the Rain
A Never Seen the Rain az ausztrál Tones and I 3. kislemeze a The Kids Are Coming című EP-ről, mely 2019. július 16-án jelent meg. A dal azokról az emberekről szól, akik a kudarc miatt félnek új dolgokkal próbálkozni.

## Kritikák
Al Newstead, (ABC) szerint a dal egy lelkes pop dal, mely megőrzi érzékenységét, különösen a felemelő kórus énekektől.

## Videoklip
A dalhoz tartozó klipet, melyet Nick Kozakis rendezett, a Visible Studió készítette. 2019. augusztus 7-én jelent meg.

## Slágerlista
| Slágerlista (2019)                       | Legjobb helyezés |
| ---------------------------------------- | ---------------- |
| Ausztrália (ARIA)                        | 7                |
| Új-Zéland New Zealand Hot Singles (RMNZ) | 9                |

## Minősítések
| Ország          | Minősítés  | Eladások |
| --------------- | ---------- | -------- |
| Ausztrália ARIA | 2x platina | 140.000  |